# Kambaata (Sprache)
Kambaata (Eigenbezeichnung Kambaatissata oder Kambaati afoo, auch Kemata, Kambara oder Donga) ist eine Sprache, die in Äthiopien von den gleichnamigen Kambaata gesprochen wird. Sie gehört zum hochlandostkuschitischen Zweig der Afroasiatischen Sprachfamilie.
Das Timbaro (Timbara, Timbaaro, Tambaro) ist ein Dialekt des Kambaata.
Im Kambaata gibt es eine große Zahl von Verbaffixen; sowohl bei den Substantiven als auch den Verben gibt es Kambaata großen Flexionenreichtum. Kasus, Numerus und Genus werden bei Substantiven und Adjektiven (Zahlwörter, Demonstrativpronomen) ausgedrückt.
Die Satzstellung ist Subjekt-Objekt-Verb.